# نیکلاس هارتمن
نیکلاس هارتمن (انگلیسی: Niklas Hartmann؛ زادهٔ ۹ دسامبر ۱۹۸۹) بازیکن فوتبال اهل آلمان است.
از باشگاه‌هایی که در آن بازی کرده‌است می‌توان به باشگاه فوتبال آرمینیا بیله‌فلد اشاره کرد.